# Son Gab-do
Son Gab-do est un lutteur sud-coréen spécialiste de la lutte libre né le 12 juillet 1960.

## Biographie
Son Gab-do participe aux Jeux olympiques d'été de 1984 à Los Angeles dans la catégorie des poids super-mouches et remporte la médaille de bronze.